# Riccardo Maspero
Riccardo Maspero (Lodi, 19 febbraio 1970) è un allenatore di calcio ed ex calciatore italiano, di ruolo centrocampista.

## Carriera

### Giocatore

#### Club
Cresce nel Fanfulla, squadra della sua città d'origine. Dopo alcuni provini con Milan e Inter, nella stagione 1988-1989 il suo cartellino è acquistato dalla Cremonese: il suo allenatore Bruno Mazzia si rende conto del suo talento e lo butta nella mischia senza paura e da quel momento si prende le chiavi del centrocampo della Cremonese con grandi prestazioni. I grigiorossi lo fanno debuttare in Serie B e in Serie A, e con la maglia dei lombardi disputa la parentesi più lunga della sua carriera da calciatore: otto stagioni disputando 228 partite e segnando 9 gol. Nel mezzo una breve parentesi nel 1994-1995 alla Sampdoria (in cui segna nel derby genovese). Nell'ultimo anno a Cremona è anche capocannoniere in Coppa Italia. Nel successivo biennio (dal 1997) milita in breve tempo con Lecce, L.R. Vicenza, Perugia e Reggiana tra le Serie A e B.

Maspero in azione al Perugia nel campionato 1998-1999

Dal 2000 al 2003 gioca al Torino, dove rimane noto per il gesto che decise il derby torinese con la Juventus il 14 ottobre 2001. Negli ultimi minuti, sul 3-3 e con rigore in favore dei bianconeri, approfittando della confusione generata da proteste granata scava una piccola "buca" in corrispondenza del dischetto; Salas non si accorge di nulla e calcia alto il rigore che avrebbe potuto riportare in vantaggio i bianconeri: «sì, è vero ho scavato una cunetta vicino al dischetto. Io sono un rigorista, sono abituato a controllare il pallone con attenzione. C'era una gran ressa intorno all'arbitro, ho approfittato della confusione e Salas non si è accorto di quello che avevo fatto».
Gioca un anno con la Fiorentina, suo ultimo club professionistico. Dal 2005 a dicembre 2007 torna al Fanfulla, in Serie D, con cui aveva iniziato la carriera alle giovanili. A gennaio 2008 va al Villa d'Adda, squadra neopromossa nel girone B d'Eccellenza. Dal 2008 a novembre 2010 anno allena le giovanili e gioca nel San Paolo d'Argon, Promozione lombarda, con cui vince la Coppa Italia Promozione, nel 2010. A dicembre 2010, a quasi 41 anni, va alla Pro Desenzano in Eccellenza e segna 31 reti in 47 presenze. Con la Pro Desenzano gioca fino al 2012, ritirandosi.

#### Nazionale
Tra il 1989 e il 1990 ha totalizzato 2 presenze in nazionale Under 21.

### Allenatore
Il 10 ottobre 2012 frequenta a Coverciano il corso di abilitazione per il master di allenatori professionisti Prima Categoria-UEFA Pro.
Inizia la carriera da allenatore nella stagione 2013/2014 al Ciliverghe Mazzano, squadra bresciana militante nel girone C d'Eccellenza lombarda, che, concludendo il campionato al primo posto, ottiene la storica promozione in Serie D. Il 5 luglio 2014 Maspero sale ulteriormente di categoria e diventa allenatore del Pavia. Il 3 maggio 2015, a una gara dal termine della stagione regolare e con la squadra al 3º posto, è esonerato, sostituito da Giovanni Vavassori. Il 10 luglio 2015 è ingaggiato dal Mantova, sempre in Lega Pro; il successivo 27 ottobre è esonerato e sostituito da Ivan Javorčić.
Dopo 3 anni di assenza dalle panchine, il 13 novembre 2018 diventa tecnico del Pro Piacenza, militante nel girone A di Serie C, subentrando all'esonerato Giuliano Giannichedda. Si dimette però il 20 gennaio successivo, a seguito della grave crisi che coinvolge il club piacentino.
Ottenuto lo svincolo dal Pro Piacenza, il 25 febbraio 2019 viene ingaggiato dalla Giana Erminio di Gorgonzola, sempre in Serie C. Rilevata la squadra al penultimo posto nel girone B, riesce a rivitalizzarla e infine a condurla alla salvezza con una giornata d'anticipo sulla fine della stagione regolare. Al termine della stagione gli viene rinnovato il contratto per due anni. Nella stagione successiva, causa una partenza stentata del team, dopo la sesta giornata viene esonerato.
Il 25 luglio 2021 accetta la proposta del club bresciano del Franciacorta militante in Serie D. Il 18 maggio 2022 il club comunica che il contratto del tecnico, con scadenza il 30 giugno seguente, non sarà rinnovato.
Il 28 febbraio 2023 diventa allenatore del Fanfulla, club della sua città natale, subentrando a Emiliano Bonazzoli alla guida della squadra ottava in classifica in Serie D. Conclude il campionato al tredicesimo posto, conquistando la salvezza all'ultima giornata nonostante vari problemi societari e una penalizzazione di 4 punti. Il 29 maggio seguente, la società comunica che il tecnico ha deciso di lasciare la panchina bianconera.
Il 26 novembre 2024, a distanza di dieci anni, ritorna alla guida del Ciliverghe, in Serie D, con il quale retrocede direttamente con una giornata di anticipo in Eccellenza.

## Statistiche

### Statistiche da allenatore
Statistiche aggiornate al 4 maggio 2025.
| Stagione                  | Squadra                   | Campionato                | Campionato | Campionato | Campionato | Campionato | Coppe nazionali | Coppe nazionali | Coppe nazionali | Coppe nazionali | Coppe nazionali | Coppe continentali | Coppe continentali | Coppe continentali | Coppe continentali | Coppe continentali | Altre coppe | Altre coppe | Altre coppe | Altre coppe | Altre coppe | Totale | Totale | Totale | Totale | % Vittorie | Piazzamento      |
| Stagione                  | Squadra                   | Comp                      | G          | V          | N          | P          | Comp            | G               | V               | N               | P               | Comp               | G                  | V                  | N                  | P                  | Comp        | G           | V           | N           | P           | G      | V      | N      | P      | %          | Piazzamento      |
| ------------------------- | ------------------------- | ------------------------- | ---------- | ---------- | ---------- | ---------- | --------------- | --------------- | --------------- | --------------- | --------------- | ------------------ | ------------------ | ------------------ | ------------------ | ------------------ | ----------- | ----------- | ----------- | ----------- | ----------- | ------ | ------ | ------ | ------ | ---------- | ---------------- |
| 2013-2014                 | Ciliverghe Mazzano        | Ecc.                      | 30         | 16         | 11         | 3          | CI-Ecc.         | 3               | 1               | 1               | 1               | -                  | -                  | -                  | -                  | -                  | -           | -           | -           | -           | -           | 33     | 17     | 12     | 4      | 51,52      | 1º (prom.)       |
| 2014-mag. 2015            | Pavia                     | LP                        | 37         | 19         | 11         | 7          | CI-LP           | 3               | 2               | 0               | 1               | -                  | -                  | -                  | -                  | -                  | -           | -           | -           | -           | -           | 40     | 21     | 11     | 8      | 52,50      | Eson.            |
| lug.-ott. 2015            | Mantova                   | LP                        | 8          | 2          | 2          | 4          | CI-LP           | 2               | 1               | 1               | 0               | -                  | -                  | -                  | -                  | -                  | -           | -           | -           | -           | -           | 10     | 3      | 3      | 4      | 30,00      | Eson.            |
| nov. 2018-gen. 2019       | Pro Piacenza              | C                         | [ 17 ]     | -          | -          | -          | CI-C            | -               | -               | -               | -               | -                  | -                  | -                  | -                  | -                  | -           | -           | -           | -           | -           | 0      | 0      | 0      | 0      | —          | Sub., Dimiss.    |
| feb.-giu. 2019            | Giana Erminio             | C                         | 10         | 4          | 4          | 2          | CI+CI-C         | -               | -               | -               | -               | -                  | -                  | -                  | -                  | -                  | -           | -           | -           | -           | -           | 10     | 4      | 4      | 2      | 40,00      | Sub., 16º        |
| lug.-sett. 2019           | Giana Erminio             | C                         | 6          | 0          | 2          | 4          | CI-C            | 2               | 1               | 0               | 1               | -                  | -                  | -                  | -                  | -                  | -           | -           | -           | -           | -           | 8      | 1      | 2      | 5      | 12,50      | Eson.            |
| Totale Giana Erminio      | Totale Giana Erminio      | Totale Giana Erminio      | 16         | 4          | 6          | 6          |                 | 2               | 1               | 0               | 1               |                    |                    |                    |                    |                    |             |             |             |             |             | 18     | 5      | 6      | 7      | 27,78      |                  |
| 2021-2022                 | Franciacorta              | D                         | 38         | 13         | 13         | 12         | CI-D            | 2               | 1               | 0               | 1               | -                  | -                  | -                  | -                  | -                  | -           | -           | -           | -           | -           | 40     | 14     | 13     | 13     | 35,00      | 10º              |
| feb.-mag. 2023            | Fanfulla                  | D                         | 9          | 3          | 1          | 5          | CI-D            | -               | -               | -               | -               | -                  | -                  | -                  | -                  | -                  | -           | -           | -           | -           | -           | 9      | 3      | 1      | 5      | 33,33      | Sub., 13º        |
| nov. 2024-mag. 2025       | Ciliverghe Mazzano        | D                         | 23         | 4          | 5          | 14         | CI-D            | -               | -               | -               | -               | -                  | -                  | -                  | -                  | -                  | -           | -           | -           | -           | -           | 23     | 4      | 5      | 14     | 17,39      | Sub., 19º, retr. |
| Totale Ciliverghe Mazzano | Totale Ciliverghe Mazzano | Totale Ciliverghe Mazzano | 53         | 20         | 16         | 17         |                 | 3               | 1               | 1               | 1               |                    |                    |                    |                    |                    |             |             |             |             |             | 55     | 22     | 17     | 18     | 40,00      |                  |
| Totale carriera           | Totale carriera           | Totale carriera           | 161        | 61         | 49         | 51         |                 | 12              | 6               | 2               | 4               |                    |                    |                    |                    |                    |             |             |             |             |             | 173    | 67     | 51     | 55     | 38,73      |                  |

## Palmarès

### Giocatore

#### Club

##### Competizioni internazionali
- Coppa Anglo-Italiana: 1

Cremonese: 1992-1993

##### Competizioni regionali
- Coppa Italia Promozione Lombardia: 1

San Paolo d'Argon: 2009-2010

#### Individuale
- Capocannoniere della Coppa Italia: 1

1996-1997 (5 gol)

### Allenatore

#### Competizioni regionali
- Eccellenza: 1

Ciliverghe Mazzano: 2013-2014 (girone C)